# Maladera stevensi
Maladera stevensi är en skalbaggsart som beskrevs av Ahrens 2004. Maladera stevensi ingår i släktet Maladera och familjen Melolonthidae. Inga underarter finns listade i Catalogue of Life.